# Mimotribostethes pygidialis
Mimotribostethes pygidialis is een keversoort uit de familie bladsprietkevers (Scarabaeidae). De wetenschappelijke naam van de soort is voor het eerst geldig gepubliceerd in 1949 door Gutiérrez.